# فرودگاه منطقه‌ای نورث‌وست (بریتیش کلمبیا)
 فرودگاه منطقه‌ای نورث‌وست (بریتیش کلمبیا) (به انگلیسی: Northwest Regional Airport (British Columbia)) یک فرودگاه همگانی باربری با کد یاتا YXT است که یک باند فرود آسفالت دارد و طول باند آن ۱۶۳۸ متر است. این فرودگاه در کشور کانادا قرار دارد و در ارتفاع ۲۱۷ متری از سطح دریا واقع شده است.